# Остра (комуна)
Остра (рум. Ostra) — комуна у повіті Сучава в Румунії. До складу комуни входять такі села (дані про населення за 2002 рік):
- Остра (2951 особа) — адміністративний центр комуни
- Тернічоара (207 осіб)

Комуна розташована на відстані 330 км на північ від Бухареста, 47 км на південний захід від Сучави, 141 км на захід від Ясс.

## Населення
За даними перепису населення 2002 року у комуні проживали 3158 осіб.
Національний склад населення комуни:
| Національність | Кількість осіб | Відсоток |
| -------------- | -------------- | -------- |
| румуни         | 3145           | 99,6%    |
| німці          | 5              | 0,2%     |
| угорці         | 4              | 0,1%     |
| українці       | 2              | 0,1%     |
| цигани         | 1              | < 0,1%   |
| поляки         | 1              | < 0,1%   |

Внаслідок румунізації зникають національні меншини в порівнянні з 1930 роком (26,45% німців, 15,33 росіян, 4,22% українців, 1,0% євреїв, 0,89% поляків).
Рідною мовою назвали:
| Мова       | Кількість осіб | Відсоток |
| ---------- | -------------- | -------- |
| румунська  | 3154           | 99,9%    |
| угорська   | 3              | 0,1%     |
| українська | 1              | < 0,1%   |

Склад населення комуни за віросповіданням:
| Релігія        | Кількість осіб | Відсоток |
| -------------- | -------------- | -------- |
| православні    | 2990           | 94,7%    |
| римо-католики  | 62             | 2,0%     |
| п'ятдесятники  | 60             | 1,9%     |
| адвентисти     | 17             | 0,5%     |
| бретрени       | 17             | 0,5%     |
| реформати      | 2              | 0,1%     |
| греко-католики | 1              | < 0,1%   |